# Erzsébet
Erzsébet é um município da Hungria, situado no condado de Baranya. Tem 9,75 km² de área e sua população em 2019 foi estimada em 253 habitantes.